# Liberecký párek
Liberecký párek je tlustší jemná uzenina připomínající svým vzhledem spíše dlouhé buřty, která se pravděpodobně začala jako první vyrábět v Liberci. Podle místní tradice se místní chtěli pochlubit nějakou krajovou specialitou.
Liberecké párky se vyráběly z vepřového a hovězího masa, směsi koření, česneku a vody. Později se jejich výroba rozšířila do celého Československa.
Po zrušení československých norem na výrobu potravin počátkem 90. let 20. století se přestala původní receptura dodržovat a jednotliví výrobci začali pod touto značkou vyrábět prakticky rozdílný výrobek s diametrálně odlišnou kvalitou.